# Décalage d'Einstein

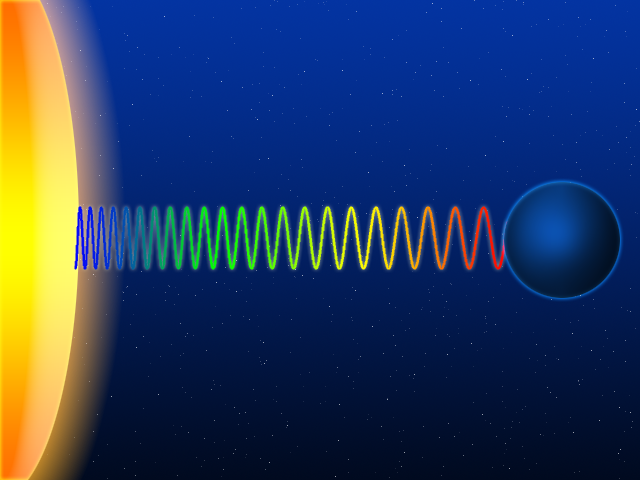
La fréquence d'un photon se décale en fonction de la gravité

Le décalage vers le rouge gravitationnel, dit décalage d'Einstein, est un effet prédit par les équations d'Albert Einstein de la relativité générale. D'après cette théorie, une fréquence produite dans un champ de gravitation est vue décalée vers le rouge (c'est-à-dire diminuée) quand elle est observée depuis un lieu où la gravitation est moindre.
La cause de ce décalage des fréquences est dans la dilatation du temps créée par la gravitation. Mais une autre explication peut être fournie par la contraction des longueurs due à la gravitation, appliquée aux longueurs d'onde. Ces deux explications sont équivalentes car la conservation de l'intervalle d'espace-temps montre l'équivalence de ces deux phénomènes.
Nous nous placerons ici dans le cas particulier où le champ de gravitation n'est dû qu'à un seul corps massif, plus ou moins ponctuel, ce qui permet d'utiliser la métrique de Schwarzschild. Le cas général n'est pas beaucoup plus compliqué et se trouve dans tout livre cité en référence.

## Historique
L'éponyme de l'effet Einstein, n'est autre qu'Albert Einstein (1879-1955) qui l'a proposé dès 1907,. Il a été observé pour la première fois par l'astronome américain Walter Sydney Adams (1876-1956) en 1925 par la mesure d'un décalage des raies spectrales de la lumière reçue de Sirius B. Il a ensuite été mis en évidence par l'expérience de Robert Pound (1916-2010) et Glen Rebka (1931-2015) en 1959.

## Argument simplifié
Dans son ouvrage intitulé Trous noirs et distorsions du temps, Kip Thorne explique que si Einstein a d'abord découvert le décalage gravitationnel par un raisonnement complexe, il proposa plus tard un raisonnement plus clair basé sur une expérience de pensée utilisant deux horloges placée dans une pièce de hauteur de plafond {\displaystyle h}. Ce raisonnement est le suivant : l'une des horloges est attachée par une ficelle au plafond, et l'autre est placée à côté d'un trou à travers le sol. Lorsqu'on laisse tomber chaque horloge à un moment opportun, l'expérience peut être ramenée à un référentiel inertiel dans lequel l'équation de l'évolution temporelle de la vitesse des horloges ne dépend que de la constante d'intégration.
Dans le référentiel fixe par rapport à la pièce, et en notant {\displaystyle g} la mesure de la Pesanteur, la vitesse de l'horloge tombant dans le trou peut s'écrire {\displaystyle -gt} en prenant comme origine temporelle le moment où elle est poussée dans le trou.  La vitesse de l'horloge tombant du plafond peut s'écrire {\displaystyle -gt+gh/c} si sa ficelle est coupée au moment précis {\displaystyle t=h/c} où un signal lumineux émanant de l'horloge du sol lorsqu'elle a été poussée parvient au plafond.
Dans un référentiel inertiel fixe par rapport à l'horloge tombant du plafond, l'horloge tombant dans le trou paraît alors s'éloigner avec une vitesse constante  {\displaystyle gh/c}, ce qui signifie qu'elle doit présenter un effet Doppler de décalage vers le rouge, qu'Einstein interprète en stipulant que l'horloge tombant dans le trou progresse moins vite que l'horloge tombant du plafond.
L'effet doppler implique une variation de fréquence proportionnelle à la différence de vitesse ramenée à la vitesse de propagation.  Il faut donc diviser la vitesse relative apparente des horloges par {\displaystyle c} pour obtenir le rapport de fréquence, ce qui donne, dans l'approximation galiléenne :
{\displaystyle {\frac {\Delta f}{f}}=\pm {\frac {gh}{c^{2}}}}
Le raisonnement reste valide quelle que soit la durée de la chute des horloges, et donc même si cette durée est  infinitésimale, ce qui permet d'étendre la conclusion à des horloges fixes.

## Gravitation et temps propre
En relativité générale, en utilisant la métrique de Schwarzschild centrée sur le corps massif à symétrie sphérique, le coefficient de la coordonnée temporelle vaut 
{\displaystyle g_{00}=1-{\frac {2GM}{rc^{2}}}},
avec G la constante gravitationnelle, c la vitesse de la lumière, M la masse du corps développant un potentiel gravitationnel, et, r la coordonnée radiale du point de l'espace (physique) que l'on considère.
En notant {\displaystyle \ \mathrm {d} \tau } le temps propre entre deux événements se produisant au même point de l'espace (physique) du référentiel, et en notant {\displaystyle \ \mathrm {d} t} la variation de la coordonnée temporelle dans cette métrique (qui correspond au temps qui serait mesuré par un observateur hypothétique non soumis au champ gravitationnel), et entre ces deux événements, on a :
{\displaystyle \mathrm {d} s^{2}\equiv c^{2}\mathrm {d} \tau ^{2}=g_{00}c^{2}\mathrm {d} t^{2}},
En notant {\displaystyle R_{S}={\frac {2GM}{c^{2}}}} le rayon de Schwarzschild, on a 
{\displaystyle \mathrm {d} \tau ={\sqrt {1-{\frac {R_{S}}{r}}}}\mathrm {d} t<\mathrm {d} t}.
L'intervalle de temps observé est donc supérieur à l'intervalle de temps propre. Ce phénomène est appelé dilatation du temps d'origine gravitationnelle.
Dans le cas {\displaystyle {\frac {R_{S}}{r}}\ll 1} (champ de gravitation faible), on peut écrire 
{\displaystyle \mathrm {d} \tau ={\sqrt {1-{\frac {R_{S}}{r}}}}\mathrm {d} t\approx \left(1-{\frac {R_{S}}{2r}}\right)\mathrm {d} t<\mathrm {d} t}.

## Fréquence propre et fréquence observée
Une fréquence mesurant le nombre d'événements {\displaystyle \ N} par unité de temps, la fréquence propre est {\displaystyle \omega _{0}={\frac {dN}{d\tau }}} et la fréquence observée est {\displaystyle \omega ={\frac {dN}{dt}}}. On en tire : {\displaystyle \omega =\omega _{0}.{\sqrt {1-{\frac {R_{S}}{r}}}}<\omega _{0}}. La fréquence observée est donc inférieure à la fréquence propre.
Mais la fréquence observée considérée jusqu'ici est liée au temps du référentiel, idéal et non influencé par un champ de gravitation. La réalité est en général que l'observateur est lui-même soumis à un champ de gravitation {\displaystyle 1-{\frac {R_{S}}{r'}}\,.} Dans ce cas, en notant {\displaystyle \ \omega _{1}} la fréquence mesurée par l'observateur, on doit écrire {\displaystyle \omega =\omega _{1}.{\sqrt {1-{\frac {R_{S}}{r'}}}}=\omega _{0}.{\sqrt {1-{\frac {R_{S}}{r}}}}\,,} cela donne {\displaystyle \omega _{1}=\omega _{0}.{\frac {\sqrt {1-{\frac {R_{S}}{r}}}}{\sqrt {1-{\frac {R_{S}}{r'}}}}}\,.}
Dans le cas où {\displaystyle \textstyle {\frac {R_{S}}{r}}\ll 1} et {\displaystyle \textstyle {\frac {R_{S}}{r'}}\ll 1} (champs de gravitation faibles), on peut écrire {\displaystyle \omega _{1}\approx \omega _{0}.\left(1+{\frac {R_{S}}{2r'}}-{\frac {R_{S}}{2r}}\right)\,.}
Ainsi {\displaystyle \ \omega _{1}<\omega _{0}} si {\displaystyle \ r'>r} , c'est-à-dire si l'observateur est plus éloigné du corps massif, ou encore s'il subit une gravitation moindre.
Dans ce cas, la fréquence observée est plus petite que la fréquence propre ; s'il s'agit d'une fréquence lumineuse, la lumière semble décalée vers le rouge. Dans le cas où le champ de gravitation de l'observateur est plus grand que celui du lieu d'émission de la fréquence, le décalage de la fréquence est vers le bleu.
Lev Landau explique que la gravitation ne change ni le temps propre ni la fréquence propre, mais que c'est la différence de gravitation entre l'émetteur et l'observateur qui fait que celui-ci ne peut obtenir les mêmes mesures que s'il était sur place.

## Confirmations expérimentales

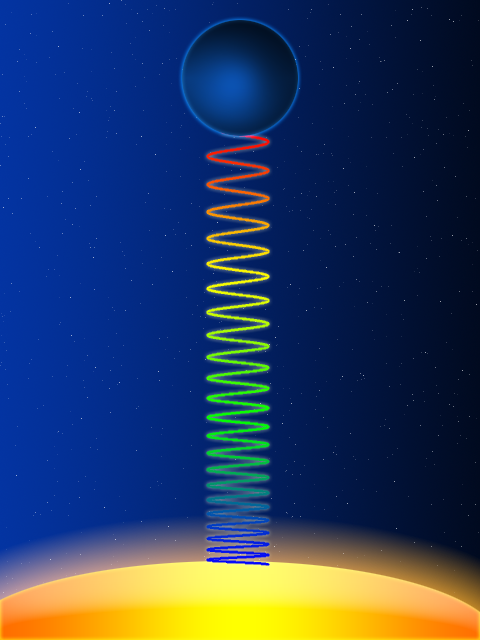
Décalage d'Einstein d'une onde lumineuse lorsqu'elle se déplace vers le haut contre le champ gravitationnel (causé par l'étoile jaune en dessous).

En 1959, l'expérience de Pound-Rebka a confirmé avec succès cette prévision en utilisant l'effet Mössbauer sur une différence d'altitude de 22,6 mètres dans une tour de l'université Harvard. 
Depuis, cet effet est utilisé dans l'interprétation des spectres électromagnétiques des étoiles. Le décalage gravitationnel vers le rouge ou décalage d'Einstein, devrait devenir observable sur l'étoile S0-102. En 2018, le dispositif interférométrique Gravity mis en service au VLT a mis en évidence un décalage fréquentiel vers le rouge cohérent avec la théorie de la relativité générale sur l'étoile S2.
En 2018, le décalage d'Einstein a pu être mesuré, avec un résultat conforme à la théorie, en utilisant deux satellites du programme Galileo d'orbite elliptique à la suite d'un problème de lancement.
En 2018, ce décalage est observé en champ gravitationnel fort sur l'étoile S2 passant à proximité du trou noir massif associé à la source lumineuse Sgr A*.